# Kitaotao
Kitaotao is een gemeente in de Filipijnse provincie Bukidnon op het eiland Mindanao. Bij de laatste census in 2007 had de gemeente ruim 42 duizend inwoners.

## Geografie

### Bestuurlijke indeling
Kitaotao is onderverdeeld in de volgende 35 barangays:
| - Balangigay - Balukbukan - Bershiba - Binoongan - Bobong - Bolocaon - Cabalantian - Calapaton - Digongan - East Dalurong - Kahusayan - Kalumihan | - Kauyonan - Kimolong - Kipilas - Kitaihon - Kitobo - Kiulom - Magsaysay - Malobalo - Metebagao - Napalico - Pagan - Panganan | - Poblacion - Sagundanon - San Isidro - San Lorenzo - Santo Rosario - Sinaysayan - Sinuda - Tandong - Tawas - West Dalurong - White Kulaman |

## Demografie
Kitaotao had bij de census van 2007 een inwoneraantal van 42.212 mensen. Dit zijn 4.479 mensen (11,9%) meer dan bij de vorige census van 2000. De gemiddelde jaarlijkse groei komt daarmee uit op 1,56%, hetgeen lager is dan het landelijk jaarlijks gemiddelde over deze periode (2,04%). Vergeleken met de census van 1995 is het aantal mensen met 3.808 (9,9%) toegenomen.

De bevolkingsdichtheid van Kitaotao was ten tijde van de laatste census, met 42.212 inwoners op 788,78 km², 53,5 mensen per km².